# 梅格·格里芬
梅甘·梅格·格里芬 （英語：Megan "Meg" Griffin）是美国喜剧动画《蓋酷家庭》角色。梅格是格里芬一家的替罪羊，並经常受欺负、嘲笑、孤立。在第12季第4集中揭露了她的全名其實是「密卡登·格里芬」（Megatron Griffin）。

## 人格
梅格是一个怯生、过度在意自己行为举止的少女。她的不安全感导致她想対某部分人群冷淡，但这只是被康妮·达米科冷冷地对待，康妮·达米科是在学校受欢迎，有吸引力，但自私的啦啦队队长。然而，还有一个叫尼尔·戈德曼的学生吸引到她。她也是通常在家庭存在感最后面，由于朴素，対社会不夠了解，和不受欢迎的倾向而当彼得的笑料。在她的家人中每人让她开心：彼得和克里斯用离谱的特技和名义；斯图威和布赖恩聘用微妙而有效的笑话；洛伊丝虽不断平息梅格，但同时提高自己的自私形象了。有一次全家人竟然读她日记中所有最深秘密当作乐趣。然而，在某些情况下家人已给她真爱。她自我中心及沒安全感造成只为从事危险性性行为。她也容易发生压抑醞酿后猛烈释放出愤怒，如在《Road to Rupert》，她袭击一名小車禍后侮辱她的男子。许多集卻集中在梅格努力跟其他较受欢迎的青少年更好，与交男朋友，要让她的家人及恶霸跌破眼镜。

## 声优
Cree Summer为第一季DVD《Drawn Together》的《Hot Tub》一集声称她饰演梅格但被制作人驳回。梅格第一季由莱西·察伯特配音，由于原先规劃，有些集数是第二季的，察伯特卻忙于学业及臨时接演《Party of Five》后，米娜·古妮丝交接之后的季数。米娜·古妮丝试镜和改写角色后取得角色职任，部分原因是在《70年代秀》时的表演。麦克法兰她第一次试镜说得慢些后叫古妮丝另外空挡回来做更字正腔圆。麦克法兰表示，古妮丝很自然，她在很多方面更适合不过。古妮丝第一次饰演梅格在第二季第三集《Da Boom》，制作过程中播出直到決定是古妮丝。Tara Strong在《Don't Make Me Over》配梅格歌声。
年分整理
- 萊西·察伯特（1999–2000与2011）[7]
- 米娜·古妮丝（2000–）[8]
- Tara Strong（歌声）[9]

## 形象
梅格通常戴眼镜並穿着粉红色无檐小便帽即使下方有其他头套。她还经常穿一件粉红色和白色T恤、蓝色牛仔裤和古銅色（后来为白色）鞋。偶尔会看到穿着裙装或正式穿着，通常没有她的标志帽。比弟弟克里斯略矮。梅格也对她的外形多么胖十分在意。